# Wolfgang von Dalberg
Wolfgang Heribert von Dalberg, född 18 november 1750, död 27 september 1806, var en tysk friherre och teaterledare. Han var bror till Karl Theodor von Dalberg och far till Emmerich Joseph von Dalberg.
Dalberg ledde 1779-1803 den nyinrättade hov- och nationalteatern i Mannheim, som under hans ledning blev mönstret för de omkring 1800 framväxande hovteatrarna i Tyskland. Dalberg var den som först uppförde Friedrich Schillers pjäser på sin scen, den första uppsättningen var Rövarbandet 1782. Dalberg skrev även egen dramatik.